# CD40
Le CD40 est une protéine de type cluster de différenciation intervenant dans la formation de l'athérome et dans certaines maladies inflammatoires. Son gène est CD40 porté par le chromosome 20 humain.

## Rôles
Il appartient à la famille des  récepteurs au facteur de nécrose tumorale. Son ligand externe est le CD40L. Ses ligands internes (intracytoplasmiques) sont les TRAF2, TRAF3, TRAF5 et TRAF6 et c'est l'interaction CD40-TRAF6 qui joue dans l'athérome, entraînant une réponse pro-inflammatoire au niveau des monocytes et des macrophages. Cette dernière joue également un rôle dans l'inflammation lors de la résistance à l'insuline. En aval, CD40-TRAF augmente l'activité du CX3CL et du facteur de nécrose tumorale au niveau de certains endothéliums vasculaires.
Son inhibition permet la stabilisation de la plaque d'athérome ou la régression de cette dernière, du moins chez la souris. par contre, il stabilise également le thrombus artériel, ce qui est plus délétère. 
Le blocage de l'interaction CD40-TRAF6 semble être une piste dans le traitement de l'athérome.

## Cible thérapeutique
L'iscalimab est un anticorps monoclonal dirigé contre le CD40 en cours de test dans le traitement de la maladie de Sjögren.